# Kool-Aid Man
Kool-Aid Man è la mascotte ufficiale di Kool-Aid, un marchio di bevande in polvere dell'azienda statunitense Kraft Heinz.

## Storia
Il personaggio di Pitcher Man (che diverrà poi Kool-Aid Man) venne creato il 10 luglio 1954 da Marvin Potts per conto della General Foods, che cercava una mascotte che recitasse lo slogan di A 5-cent package makes two quarts. Potts creò il personaggio ispirandosi alle faccine sorridenti che suo figlio disegnava sui vetri appannati. Pitcher Man si presentava come una brocca di vetro trasparente piena di Kool-Aid capace di parlare e spesso sorridente. Fra tutti i personaggi realizzati da Potts per la General Foods, il Pitcher Man fu il solo che riuscì a soddisfare le esigenze dell'azienda, e iniziò a comparire in tutte le pubblicità della Kool-Aid.
Nel 1974, il personaggio venne rinominato Kool-Aid Man, gli furono aggiunte due braccia e due gambe, e le sue dimensioni aumentate a un metro e ottanta di altezza. Il liquido che conteneva la brocca era acqua aromatizzata alla ciliegia. Il personaggio venne ricreato su iniziativa di Alan Kupchick e Harold Karp, e doppiato da Richard Berg della Grey Advertising. Negli spot pubblicitari con la brocca animata, alcuni bambini stanchi e assetati, dopo aver fatto insieme un'attività ricreativa, chiamavano il Kool-Aid Man. Quest'ultimo si presentava sul posto sfondando pareti e recinzioni dicendo "oh yeah!", e offriva ai ragazzini della Kool-Aid.
Nel 1975 La mascotte comparve in una serie a fumetti promozionale pubblicata dalla General Foods Corporation. Di essa uscirono solo due volumi.
In Canada, a cavallo fra gli ultimi anni settanta e i primi anni ottanta, il personaggio era conosciuto con il nome di "Captain Kool-Aid".
Negli anni 1980, Kool-Aid Man raggiunse lo status di icona pop. Nel 1983, divenne il protagonista di due videogiochi per Atari 2600 e Intellivision. Nello stesso periodo, gli venne dedicata una breve serie a fumetti intitolata The Adventures of Kool-Aid Man. La serie si compone di 9 volumi, i primi quattro dei quali, usciti dal 1983 al 1985, vennero editi dalla Marvel Comics, mentre quelli seguenti, che videro la luce dal 1987 al 1990, furono pubblicati dalla Archie Comics e disegnati da Dan DeCarlo. In The Adventures of Kool-Aid Man, la mascotte della Kool-Aid combatte contro alcuni soli antropomorfi chiamati "Thirsties" e un uomo avvolto nel fuoco che prende il nome di "Scorch".
A partire dal 1994, il personaggio smise di essere impersonato da attori in carne ed ossa nelle pubblicità. Da allora e fino al 2008, Kool-Aid Man venne animato con le tecnologie digitali. Nel 1999, il cantante e doppiatore, Frank Simms iniziò a prestare la voce al personaggio. Nel 2009, il personaggio tornò a essere personificato da veri attori. Nelle pubblicità di questi anni, ove è doppiato da Pat Nuke, lui gioca a basket, e sfida un personaggio di nome "Cola" a rimanere in equilibrio su un tronco. Keith Hudson doppiò il personaggio dal 2013 al 2014. Dal 2015 al 2020 la voce del personaggio era quella di Brock Powell, che si occupò anche di rinnovare il marchio Kool-Aid. A partire dal 2020, Kool-Aid Man è doppiato da Scott Golden.